# FMA IA-58 Pucará
El FMA IA-58 Pucará (en quechua, «fortaleza») es un avión de ataque turbohélice construido por la Fábrica Militar de Aviones para la Fuerza Aérea Argentina a principios de la década de 1970. Entró en servicio en 1974 y fue exportado a la Fuerza Aérea Uruguaya y la Fuerza Aérea de Sri Lanka.
El nombre «pucará» está relacionado con las fortificaciones de los pueblos originarios andinos, ya que el avión tenía una por la gran cantidad de armamento que puede cargar, entre ametralladoras, cañones, las tres fijaciones para armamento externo (2× en las alas y 1× bajo el fuselaje), misiles aire-tierra, bombas de napalm, depósitos ventrales, etcétera.

## Desarrollo

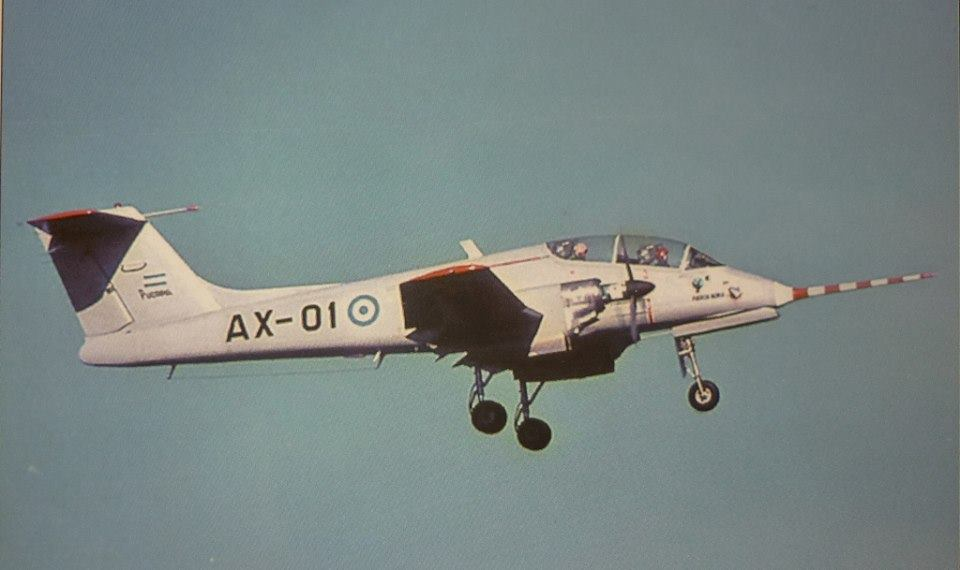
Prototipo AX-01 en su primer vuelo el 20 de agosto de 1969.

La Fuerza Aérea Argentina presentó a principios de 1968 los requerimientos al Área Material Córdoba para la construcción del IA-58 Pucará. El primer prototipo realizó su primer vuelo el 20 de agosto de 1969, equipado con dos turbohélices de estadounidenses Garrett TPE331-U-303 de 904 CV, sin embargo, a los aparatos de serie se los equipó con las turbinas de origen francés Turbomeca Astazou XVI-G, de 1021 CV, que accionan sendas hélices tripalas de paso variable. El proyecto estuvo a cargo de los ingenieros aeronáuticos vicecomodoro Héctor Eduardo Ruiz, que era el jefe de ingeniería de la Fábrica ubicada en pabellón 54, y Aníbal Dreidemie. Su concepción se basó en cuatro criterios fundamentales: flexibilidad de empleo, potencia de fuego, seguridad y simplicidad.
El diseño mostró gran durabilidad y resistencia, pero sus motores de origen francés, aunque compatibles con otros en uso en aeronaves argentinas, demostraron dificultades de aceptación a la hora de comercializar externamente el avión.
El 29/12/2023 DIGAMC (Dirección General de Aeronavegabilidad Militar Conjunta del Estado Mayor Conjunto de las Fuerzas Armadas) entregó a FAdeA (Fábrica Argentina de Aviones «Brigadier San Martín» S. A.) el certificado de remotorización del Pucará Fénix.
Cada aeronave ahora se equipa con dos motores turbohélice Pratt & Whitney PT6A-62 y hélices cuatripala Hartzell de control de paso variable y velocidad constante, incorporando un gobernador de paso reversible para ser utilizado al momento del frenado. Asimismo, este desarrollo permite potenciar el área de telemetría en vuelo y análisis de datos, con el desarrollo de software a medida y la creación de una sala de telemetría con equipos de última generación para el registro de parámetros en vuelo en tiempo real.

## Diseño
Bimotor de ataque y apoyo táctico de construcción enteramente metálica, provisto de turbohélices, de ala baja cantilever, su empenaje está provisto de una deriva en «T».
Está diseñado para operar en pequeñas, y no necesariamente preparadas, pistas de tierra, en posiciones de combate adelantadas. Su misión primordial es la de apoyo a fuerzas terrestres, anti-helicópteros y especialmente misiones contrainsurgencia (COIN). Esta aeronave es inusual debido a su cabina en tándem en un bimotor a hélice, sin embargo, comparte similitudes con el OV-10 Bronco estadounidense, como su ala recta y angosta, los dos motores turbohélice, la cabina biplaza con asientos en tándem, asientos eyectables cero-cero Martin-Baker MK AP06A y una gran capacidad de carga de combate, aunque son aviones concebidos con distintos requerimientos, el IA-58 también podía cumplir las funciones asignadas al OV-10, de Control Aéreo Avanzado o FAC Forward Air Control. 
Su tren de aterrizaje triciclo, le brinda excelente resistencia en todo tipo de pistas. A pesar de no ser veloz para enfrentarse a un reactor, con su gran maniobrabilidad podría ser sencillo alcanzar la posición de las "seis", para disparar misiles en enfrentamientos disimiles. Posee suficiente maniobrabilidad para enfrentarse a helicópteros y brindar apoyo aéreo cercano en el campo de batalla. Permite operación normal aun en pistas de tierra. Prueba de ello fue la actividad del Pucará en Malvinas desde bases aéreas con pistas de tierra: la Base Aérea Militar Cóndor y el Aeródromo de Puerto Calderón, en donde pudo operar a pesar de que otros vehículos no podían hacerlo por las deficientes condiciones estructurales del suelo de las islas, de turba casi permanentemente empapada.

## Componentes del IA-58D
Argentina -  Bélgica -  España -  Estados Unidos -  Francia -  Israel -  Italia -  Reino Unido

### Electrónica
| Sistema           | País                    | Fabricante   | Notas                             |
| ----------------- | ----------------------- | ------------ | --------------------------------- |
| Sistema de escape | Bandera del Reino Unido | Martin-Baker | Asiento eyectable modelo Mk.6AP6A |

### Armamento
| Sistema                                | País                      | Fabricante                                   | Notas                    |
| -------------------------------------- | ------------------------- | -------------------------------------------- | ------------------------ |
| Ametralladora                          | Bandera de Bélgica        | FN Herstal                                   | 4 × Browning de 7.62 mm  |
| Cañón                                  | Bandera de Francia        | Hispano-Suiza                                | 2 × HS.404 de 20 mm      |
| Pod de cañón (opción)                  | Bandera de Francia        | DEFA                                         | 1 × DEFA CC420 de 30 mm  |
| Cohete aire-tierra MEDUSA de 51mm      | Bandera de Italia         | SNIA-BPD                                     |                          |
| Cohete aire-tierra Áspid de 57mm       | Bandera de Argentina      | Dirección General de Fabricaciones Militares |                          |
| Cohete SNEB de 68mm                    | Bandera de Francia        | Matra Thomson-CSF                            |                          |
| Cohete aire-tierra Hydra 70 de 70mm    | Bandera de Estados Unidos | General Dynamics                             |                          |
| Cohete aire-tierra Albatros de 70mm    | Bandera de Argentina      | Dirección General de Fabricaciones Militares |                          |
| Cohete aire-tierra MEDUSA de 81mm      | Bandera de Italia         | SNIA-BPD                                     |                          |
| Cohete aire-tierra Pampero de 105mm    | Bandera de Argentina      | Dirección General de Fabricaciones Militares |                          |
| Bomba PG-Mk.4                          | Bandera de Israel         | Israel Military Industries                   |                          |
| Bomba BR-50                            | Bandera de España         | Expal                                        |                          |
| Bomba BR-125                           | Bandera de España         | Expal                                        |                          |
| Bomba BR-250                           | Bandera de España         | Expal                                        |                          |
| Bomba BR-500                           | Bandera de España         | Expal                                        |                          |
| Bomba MK-17                            | Bandera del Reino Unido   |                                              |                          |
| Bomba retardada por paracaídas BRP-125 | Bandera de España         | Expal                                        |                          |
| Bomba retardada por paracaídas BRP-250 | Bandera de España         | Expal                                        |                          |
| Bomba retardada por paracaídas FAS-250 | Bandera de Argentina      | Dirección General de Fabricaciones Militares |                          |
| Bomba demoledora M117                  | Bandera de Estados Unidos |                                              |                          |
| Bomba napalm INC-100                   | Bandera de Argentina      | SITEA                                        |                          |
| Bomba napalm INC-220                   | Bandera de Argentina      | SITEA                                        |                          |
| Bomba de racimo FAS-300                | Bandera de Argentina      | Dirección General de Fabricaciones Militares | Prohibida por 112 países |

### Propulsión
| Sistema | País               | Fabricante | Notas            |
| ------- | ------------------ | ---------- | ---------------- |
| Motor   | Bandera de Francia | Turbomeca  | 2 × Astazou XVIG |

## Variantes
- AX-02 "Delfín". Prototipo. Primer vuelo en 1969.
- AX-04.
- IA-58A. Versión más producida. Introducido en 1974.
- IA-58B.
- IA-58C. Diseño de un solo comando (carlinga delantera removida), armado con un cañón DEFA del calibre 30 mm, misiles aire-aire Matra R.550 Magic y antibuques CITEFA MP1000 Martín Pescador. El único prototipo (AX-06) voló por primera vez el 30 de diciembre de 1985 y, aunque la Fuerza Aérea Argentina planeó 15 unidades, se canceló por falta de financiamiento. El AX-06 permanece en el Museo Aeronáutico de Río Cuarto.[3]
- IA-58D. Versión mejorada. Aviónica, alas, motores y navegación satelital. Algunos IA-58A de la FAA fueron llevados a este estándar.
- IA-58H Pucará II / "Pucará Fenix". Al discontinuar la fabricación del motor Turbomeca Astazou y a empezar a escasear los repuestos del mismo, y teniendo en cuenta la gran cantidad de horas remanentes de las células, se encaró la remotorización del IA 58. A finales del 2012 se selecciona a la empresa IAI para que se encargue la adaptación al avión, del motor Pratt & Whitney PT6A-62 de 1150 shp. Y el cambio de hélices Hartzell de cuatro palas. Además el proyecto incluía la instalación de un sistema integrado de navegación y ataque. Luego del año 2019, se continúa el proyecto, con el avión adaptado para ser una plataforma ISR (Inteligencia, vigilancia y reconocimiento) incorporando un pod con sensores desarrollado por las empresas Fix View e Invap, que contiene un Flir, designador láser de blancos etc.

## Operadores

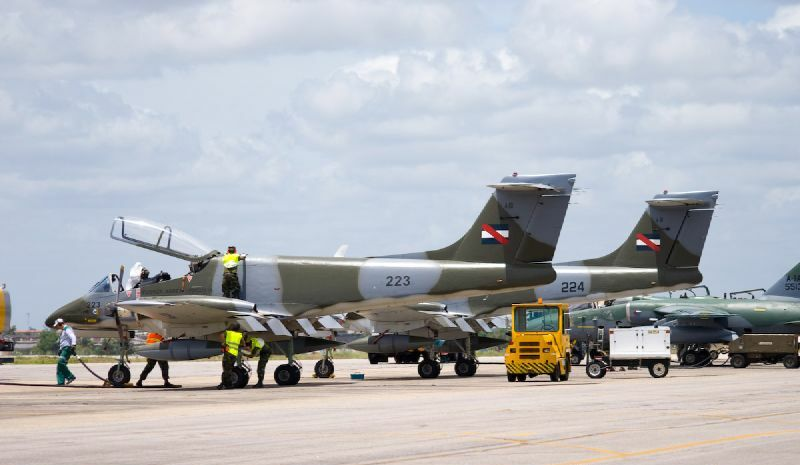
Pucaras de la Fuerza Aérea Uruguaya.

- Fuerza Aérea Argentina: IA-58A/D retirado en el año 2019. Hay planes para volverlos a ponerlos en servicio, siendo remotorizados y modernizados.[4] Al menos una unidad del "Pucará Fénix" en pruebas (2022).[5]
- Fuerza Aérea Colombiana: 3 unidades, retiradas en 1998. Transferidas a Uruguay
- Fuerza Aérea de Sri Lanka: 4 adquiridos, 2 destruidos, 2 retirados.[6] Dos fueron derribadas y las dos restantes fueron retiradas de servicio en 1998.
- RAF (Real Fuerza Aérea): Un avión sometido a pruebas antes de ser entregado a un museo.
- Fuerza Aérea Uruguaya: 7 unidades, retiradas en 2017.

### Contratos frustrados
Argentina gestionó contratos internacionales por Pucaras pero nunca llegó a concretar ninguna venta.
- Fuerza Aérea de Mauritania

en febrero de 1978 negoció cuatro Pucaras (con opción a ocho más) además de soporte y formación a pilotos por un costo total de 10,8 millones de dólares. Pero cuando el presidente de Mauritania Moktar Ould Daddah fue derrocado en un golpe de Estado, el contrato fue cancelado. Los aviones número 15 y 18 fueron construidos y listos para ser enviados, luego fueron incorporadas a la Fuerza Aérea Argentina como A-515 y A-518, manteniendo el A-518 con la configuración y camuflaje para el desierto, ya que el A-515 no había sido pintado aún con esquema para desierto.
- Fuerza Aérea Centroafricana

En marzo de 1983 negoció la compra de dos Pucaras por 9,5 millones, incluyendo soporte, capacitación y repuestos. El contrato fue cancelado.
- Fuerza Aérea Venezolana

En septiembre de 1983 se firmó un contrato con Venezuela por 24 unidades equipadas con motores TPE331-11-601W por 110 millones de dólares. El contrato fue cancelado, ya que más tarde incorporaría los North American Rockwell OV-10 Bronco a la Fuerza Aérea de los Estados Unidos, debido a que tenían un precio más asequible.
- Fuerza Aérea Iraquí

En marzo de 1985, fue firmado un contrato por 20 unidades (con opción a 20 más) por 76 millones de dólares, que posteriormente fue disuelto debido a diferencias políticas.
- Fuerza Aérea Boliviana

En mayo de 1986 Bolivia solicitó 12 IA-58A con todos sus equipos por 52 millones de dólares, sin órdenes de compra realizadas, al menos una unidad fue evaluada por la FAB.
- Fuerza Aérea de la República Islámica de Irán

negoció 60 IA-58A por 283 millones de dólares en abril de 1987 y al final de ese año negoció unos 50 más por 160 millones sin órdenes de compra realizadas.
- Fuerzas Armadas Zaireñas

En noviembre de 1987, seis unidades se negociaron con Zaire por 26,7 millones de dólares, el contrato fue cancelado.
- Fuerza Aérea Brasileña

En 1990 Brasil iba a comprar 30 IA-58A como parte del proyecto SIVAM, pero con el desarrollo del Embraer EMB 314 Super Tucano la orden fue cancelada.
- Fuerza Aérea Paraguaya

Hacia 1991 se negoció con Paraguay la compra de 4 unidades por 10,6 millones, pero luego fue cancelada.

## Historia operacional

### Argentina
El Pucará es el único avión producido por la Fábrica Militar de Aviones que recibió su bautismo de fuego en un conflicto nacional. Participó de las acciones de la Operación Independencia 1977, contra el Ejército Revolucionario del Pueblo en los montes tucumanos.

#### Guerra de las Malvinas
Entre mayo y junio de 1982, fueron utilizados en misiones de apoyo a superficie, exploración y caza-helicópteros. En este papel logró derribar un helicóptero Westland Scout británico y se destacó en la batalla de Pradera del Ganso.
A comienzos de 1982, el Grupo 3 de Ataque estaba conformado por dos escuadrones con un total de 34 IA-58 operativos. El 2 de abril, el Grupo 3 de Ataque desplegó en las Islas Malvinas la escuadrilla Nahuel, con cuatro IA-58, a la que se le unió el 8 de abril una sección de ocho Pucarás.
Al ser evidente que la pista de Puerto Argentino quedaría rápidamente congestionada y que sería el principal objetivo a atacar por las fuerzas británicas, se buscaron campos de aterrizaje para uso de los Pucarás. Durante la primera incursión inglesa sobre Puerto Argentino, tres Sea Harrier lanzaron bombas de 453,6 kg de fragmentación Beluga. El Pucará A-527 (Tigre 4) recibió un impacto directo de una bomba, destruyéndolo totalmente. El A-502 sufrió numerosos impactos de esquirlas y daños en la carlinga.
Durante el mes de mayo se realizaron experiencias conjuntamente con el Arsenal Naval Puerto Belgrano, con vistas a adaptar al Pucará como avión torpedero; desde la Base Aeronaval Comandante Espora se efectuaron algunos vuelos con el AX-04 equipado con un torpedo inerte Mk 45.
El 15 mayo, el Escuadrón D del 22 SAS ejecutó un audaz golpe de mano en el aeródromo de Isla Peeble, destruyendo los Pucarás A-502 y A-520 y dañando a los A-523, A-529, A-552 y A-556.

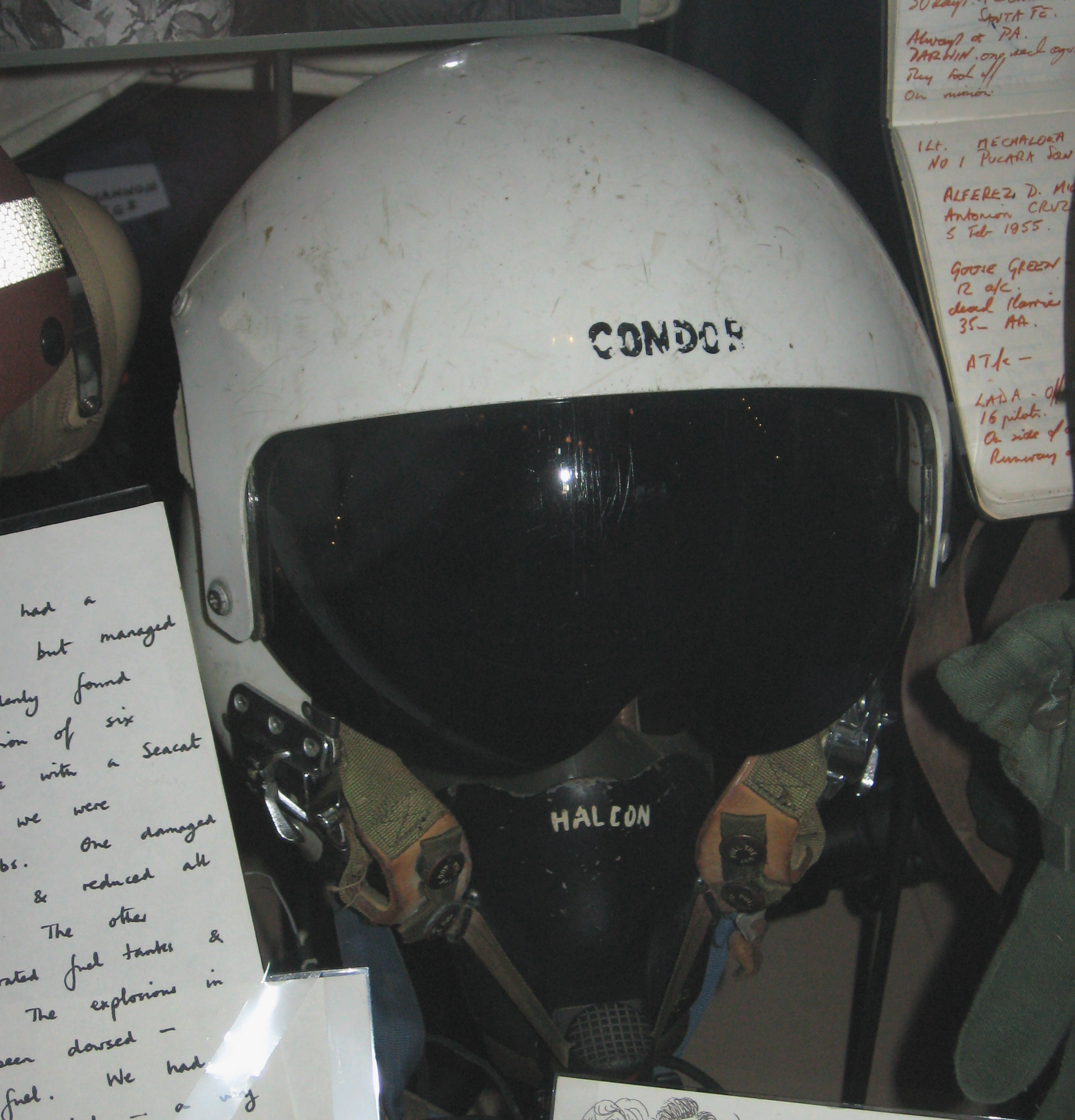
Casco del Teniente Antonio Cruzado, piloto de Pucará que fuera derribado en la batalla de Pradera del Ganso. Actualmente expuesto en el Imperial War Museum de Londres.

Entre el 16 al 20 de mayo, cumplieron 19 salidas de reconocimiento ofensivo, que culminaron en ataques contra objetivos terrestres en la zona de Puerto Mitre el 21 de mayo. Ese día el Capitán Jorge Benítez fue derribado sobre Flat Shanty por un misil FIM-92 Stinger. Mientras tanto, una sección de tres Sea Harrier fue guiada por la fragata HMS Brillant (F90) contra otros Pucará que batían el blanco asignado. En el enfrentamiento el Sea Harrier XZ451 derribó al A-511, que cayó a tierra próximo a Drone Hill.
El 24 de mayo, el A-509 quedó fuera de servicio a causa de un impacto de bomba.
El 28 de mayo, con una pésima meteorología y techo de vuelo reducido a tan solo 50 metros, participaron en el combate en Darwin. La primera sección atacó con tres aviones, de los cuales el A-537 retornó con múltiples impactos. En la siguiente ola de ataque el A-533 quedó fuera de servicio tras recibir cincuenta y ocho impactos en el fuselaje y cuatro en el motor izquierdo. La tercera sección de Pucarás debía atacar objetivos en la zona de Camilla Creek. Sin embargo interceptaron dos Scout Mk.1 del 3.º CBAS /B FLIGHT de los Royal Marines. El A-537 consiguió derribar al helicóptero Scout XT 629/DR; pero, debido a su reducido techo de vuelo, chocó contra el Cerro Azul entre Darwin y Puerto Argentino/Stanley. En el transcurso de la misión, el A-555 cayó a tierra en Peter's Park tras recibir numerosos impactos.
Las últimas operaciones realizadas por el Escuadrón el 10 de junio incluyeron misiones de reconocimiento, exploración marítima y un ataque contra posiciones de artillería terrestre en el Monte Kent. Durante el 13 de junio y ante la inminencia del desenlace de la guerra, se decidió alistar a los últimos cuatro Pucarás para una misión de ataque con posterior repliegue hacia el continente. Cada avión fue equipado con dos tanques subalares de 318 l y tres lanzacohetes LAU-61/A. Esta misión, planificada para las primeras horas del 14 de junio, fue cancelada debido al cese de las hostilidades.

### Reino Unido

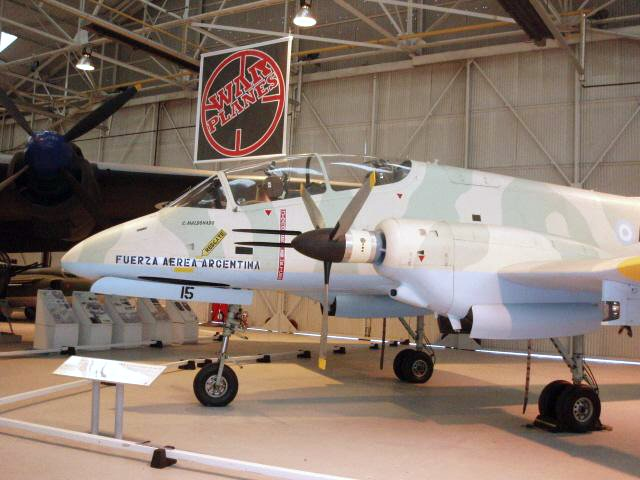
El ZD485 o A-515 restaurado en el Museo de la Real Fuerza Aérea Británica de Cosford.

En total 24 Pucarás fueron derribados o capturados por los británicos en el campo de batalla o en las bases aéreas desde las que habían operado. Seis ejemplares cayeron en manos británicas en la Estación Aeronaval Calderón, once en la Base Aérea Militar Malvinas, tres en Base Aérea Militar Cóndor y los cuatro restantes yacían destruidos en el campo de batalla donde habían sido derribados o se habían accidentado. Los niveles de daños que registraban los aviones capturados variaban notablemente, desde algunos que estaban casi completamente destruidos hasta unos pocos que supuestamente se mantenían en condición de vuelo o casi. La acción de saqueadores y cazadores de recuerdos llevó a que la mayoría de los IA-58 quedaran efectivamente fuera de servicio tras la rotura de sus superficies de control, disparo de asientos eyectables o el robo de partes y piezas (las puertas de inspección y las escarapelas, banderas y matrículas parecen haber sido especialmente buscadas por estos coleccionistas).
De todos los aviones capturados, los cinco que estaban en condiciones de vuelo o casi, fueron llevados a Inglaterra para su evaluación. Después de evaluarlos se decidió que el A-515 sería el elegido para volverlo a condición de vuelo y ser evaluado, sirviendo los demás como fuente de repuestos. Así, en abril de 1983 el ZD485 (ex A-515) voló por primera vez. Los ensayos concluyeron en septiembre del mismo año, volviéndo al museo de la RAF en Cosford, con un esquema distinto al que tenía cuando volaba para la FAA.

### Uruguay
La Fuerza Aérea Uruguaya adquirió seis Pucarás, por contrato 1211/80 y fueron entregados en Fábrica Militar de Aviones, los dos primeros, el 15 de mayo de 1981. El 2 de junio de 1981, se recibieron en la Base Aérea de Durazno, la Brigada Aérea Número II, los dos primeros aviones, matriculados FAU 220 y FAU 221. Luego se irían recibiendo las restantes unidades FAU 222, FAU 223, FAU 224 y el último avión en ser entregado fue el FAU 225, el 10 de octubre de 1981, coincidente con el aniversario de la Fábrica Militar de Aviones, de Córdoba Argentina.. En julio de 1993 el FAU 225, se estrelló durante la realización de ejercicios de tiro y bombardeo, el polígono Aire-Tierra, La Carolina, en Rincón del Bonete. Luego, a raíz de la desactivación del FAU 221, se adquirió la célula del A-605, a la Fuerza Aérea Argentina y se completó la fabricación del IA-58 FAU 221, que luego se rematricularía como FAU 227. Finalmente se recibieron los tres IA-58 que operaba la Fuerza Aérea Colombiana, así como un importante lote de repuestos, que permitieron la operación de los restantes aviones, por algunos años más. De los tres aviones recibidos, los FAC 2201, FAC 2202 y FAC 2203, ninguno de ellos volaría en la Fuerza Aérea Uruguaya. Actualmente se están completando los trabajos para exhibición, como Guardian Gate, del FAC 2201, el cual ha sido pintado con el esquema camuflado de la FAU  será puesto en un pedestal, próximo la Hangar N.º 1, que fuera la base de los IA-58 en Uruguay.Finalmente, fueron retirados el 17 de marzo de 2017.

### Colombia
En 1989 Colombia compró tres FMA Pucará a la Argentina para el combate contra el narcotráfico y la guerrilla, asignados a la Base de Apiay, Escuadrón de Operaciones Especiales N.º 314, con números de serie FAC-2201, 2202 y 2203. La vida útil de los Pucará colombianos fue corta, quedando fuera de servicio en 1998 por falta de repuestos. Los tres Pucará, ya totalmente inoperativos fueron donados a Uruguay junto con algunos repuestos en 2008.

### Sri Lanka
Cuatro unidades adquiridas en 1993. La instrucción tanto de mecánicos como de pilotos se llevó a cabo en Córdoba. Posteriormente, fueron desarmados y transportados en C-130 Hércules argentinos. La utilización fue intensa, apenas estuvieron en condiciones operativas fueron puestos en misiones de apoyo contra la guerrilla de los Tigres Tamiles, que dominaban una parte de la isla. El intenso calor y elevada humedad, sumados a la excesiva utilización, fueron degradandolos. Durante las acciones de combate, el Pucará CA-601 fue derribado el 14 de junio de 1994, en proximidades de Sandilippai, durante el transcurso de la Operación Leap Forward. El 27 de marzo de 1997, el Pucará CA-604 resultó destruido por el transcurso de combates contra el Frente Tamil. Así, hacia 1998 fueron retirados de servicio cuando solamente quedaban dos de los cuatro originales.

## Especificaciones
Referencia datos: Fuerza Aérea Argentina, FAS.org, Airwar.ru y Gaceta Aeronáutica

### Características generales
- Tripulación: 2× pilotos.
- Longitud: 14,5 m (47,6 ft)
- Envergadura: 14,3 m (46,8 ft)
- Altura: 5,4 m (17,6 ft)
- Superficie alar: 30,3 m² (326,2 ft²)
- Peso vacío: 4000 kg (8816 lb)
- Peso cargado: 6800 kg (14 987,2 lb)
- Peso útil: 2800 kg (6171,2 lb)
- Peso máximo al despegue: 6800 kg (14 987,2 lb)
- Planta motriz: 2× turbohélices Turbomeca Astazou XVI-G.
  - Potencia: 713 kW (956 HP; 969 CV) cada uno.
- Capacidad de combustible interno: 1 300 L

### Rendimiento
- Velocidad máxima operativa (Vno): 576 km/h (358 MPH; 311 kt)
- Velocidad crucero (Vc): 530 km/h (329 MPH; 286 kt)
- Velocidad de entrada en pérdida (Vs): 125 km/h (78 MPH; 67 kt)
- Alcance: 700 km (378 nmi; 435 mi)
- Radio de acción: 650 m (2133 ft)
- Alcance en combate: km
- Alcance en ferry: km
- Techo de vuelo: 10 000 m (32 808 ft)
- Régimen de ascenso: 18 m/s (3543 ft/min)

### Armamento
- Ametralladoras: 4× FN-Browning M2-30 de 7,62 mm con 900 municiones cada una.

- Cañones: 2× Hispano-Suiza HS.404 Mk.5 de 20 mm con 270 municiones cada uno. (localmente conocidos como HS.804)
- Puntos de anclaje: 3× con una capacidad de 1500 kg, para cargar una combinación de:  
  - Bombas: bombas de propósito general FAS/Expal BK-BR y/o BRP de 125 kg y 250 kg
  - Cohetes: Contenedores LAU-61/A con 19× cohetes FFAR de 70 mm
  - Otros: Pod de remolque de blancos Tecnoblanc II modificado.

### Aeronaves similares
- North American Rockwell OV-10 Bronco
- Embraer EMB 314 Super Tucano

### Secuencias de designación
IA-53 Mamboretá · IA-58 Pucará · IA-59

### Listas relacionadas
- Anexo:Aeronaves construidas en América Latina
- Anexo:Equipamiento de la Fuerza Aérea Argentina